# Bohadschia maculisparsa
Bohadschia maculisparsa is een zeekomkommer uit de familie Holothuriidae.
De wetenschappelijke naam van de soort werd in 1984 gepubliceerd door Gustave Cherbonnier & Jean-Pierre Féral.